# Crizele Zangon Kataf din 1992
Crizele Zangon Kataf din 1992 au fost o serie de revolte și mișcări violente etno-religioase ce au avut la bază un conflict comercial între grupul etnic atyap și grupul etnic hausa, în zona Zangon Kataf, Nigeria.

## Origine
Crizele din 1992 din Zangon Kataf își au originea în instaurarea regimului imperial britanic în Nigeria de Nord, perioadă în care grupul etnic atyap a raportat pierderea unui teritoriu în favoarea grupului hausa. În 1922, un teritoriu vast deținut de atyap a fost achiziționat de emirul din Zaria, Dalhatu Uthman Yero, care nu a despăgubit cu nimic populația din zona respectivă. În 1966, acest teritoriu a devenit sediul comercial al grupului hausa, din Mabatado, pe care emirul Muhammad Usman l-a numit Zangon Kataf. Atyap au locuit în continuare în această zonă, în provincia Zaria din nord, din pe atunci Nigeria britanică, ce avea să devină ulterior Nigeria independentă. Scopul acestui teritoriu era de a servi ca piață comercială, iar oamenilor atyap le era interzis comerțul cu bere sau carne de porc.
Situația a devenit tot mai tensionată și a escaladat în februarie 1992, când s-a propus mutarea pieței într-o altă locație, departe de terenurile transferate către hausa. Propunerea formulată de primul conducător atyap al zonei administrației locale Zangon Kataf a fost aprobată de grupul atyap, care avea dreptul de a comercializa bere și carne de porc în zona neutră. Însă, grupul hausa se temea că își va pierde privilegiile comerciale. În confruntările ce au avut loc în februarie 1992, au murit peste 60 de persoane, iar în luna mai au fost înregistrate și mai multe morți, peste 400 de persoane pierzându-și viața în atacuri. Când vestea a ajuns la Kaduna, tinerii hausa s-au răzbunat și au ucis mai mulți creștini din toate grupurile etnice.
În ianuarie 1992, primul președinte al guvernului local indigen, Juri Babang Ayok, a anunțat un plan de relocare a pieței într-o zonă neutră, unde toți rezidenții, precum și indigenii, ar fi fost liberi să-și comercializeze mărfurile. Prin această măsură, monopolul deținut de hausa ar fi fost redus, iar piața ar fi beneficiat de condiții mai igienice, care lipseau din cauza supraaglomerării. Musulmanii din nord nu au apreciat această propunere, ceea ce a condus la tensiuni și mai mari între aceștia și indigenii atyap, care doreau această reformă a pieței.

## Criza din februarie 1992
Un rezident hausa din regiunea Zango, Alhaji Danbala, a solicitat în instanță să se împiedice mutarea pieței în alt loc; demersul lui nu a primit un răspuns favorabil. Pe 6 februarie 1992, pe măsură ce comerțul se desfășura în noua piață, Danbala a instigat un grup hausa-fulani în noua piață, unde a fost ucis un bărbat atyap, Shan Anwai. Acest eveniment a declanșat o revoltă. Potrivit cifrelor oficiale, 95 de persoane au fost ucise, 252 au fost rănite, 133 de case au fost arse sau distruse și 26 de întreprinderi agricole au fost distruse.
O comisie de anchetă, condusă de judecătorul Rahila Cudjoe, a fost înființată de guvernul statului Kaduna pentru finalizarea cercetărilor privind cauza crizei.

## Criza din mai 1992
Grupul atyap a amenințat că va recupera terenul ce le fusese luat în 1922 și dat grupului hausa. Atunci, hausa au distrus recoltele de pe terenul atyap, iar câțiva membri ai comunității locale atyap au fost atacați și uciși. Grupul Islamic Izala, un grup format din hausa și fulani, a cerut sprijin sultanului din Sokoto, Ibrahim Dasuki, pentru a demara un jihad împotriva atyap. Aceste fapte au declanașt cea de-a doua criză, din 15-16 mai 1992. Când vestea despre evenimentele din Zangon Kataf a ajuns în Kaduna, Zaria, Ikara și în alte regiuni unde membrii hausa încă erau persecutați, tinerii hausa și fulani au ucis mai mulți creștini drept răzbunare.

## Victime
Potrivit cifrelor oficiale, tragedia din mai 1992 a provocat 471 de morți (250 în Kaduna, 188 în Zangon Kataf și celelalte 33 în Zaria, Ikara și în alte zone), 518 persoane rănite, 229 de case arse sau distruse și 218 vehicule arse sau distruse. Deși comunitatea hausa din Zango a susținut că a pierdut 1.528 de persoane, mulți hausa au fugit ulterior din zona Zangon Kataf.

## Anchetă și procese
Într-un raport emis pe 30 martie 1993, Africa Watch a descris arestarea și judecarea generalului-maior în retragere Zamani Lekwot și a altor șase, în urma revoltelor din Zango-Kataf și Kaduna. În Comisia de anchetă, avocații care îi reprezintau atât pe atyap, cât și pe hausa-fulani și-au prezentat rapoartele în fața comisiei. Cinci dintre membrii comisiei au fost hausa-fulani, iar rapoartele comisiei nu au fost făcute publice imediat. În urma revoltei din mai 1992, sute de oameni atyap au fost arestați. Cel puțin 21 au stat în detenție fără acuzații formale sau proces, în temeiul Decretului 2 din 1984, deși multe alte persoane au fost eliberate.
Reprezentanții comunității atyap au subliniat că principalii oameni arestați de guvern au fost liderii atyap, inclusiv președintele guvernului local, Juri B. Ayok, șeful districtului, Bala Ade Dauke Gora, mai multe căpetenii și generalul-maior Zamani Lekwot.
La 20 mai 1992, guvernul militar a interzis oficial toate organizațiile etno-religioase și regionale care susțineau candidații politici, ceea ce a agravat situația deja tensionată existentă între hausa și alte minorități indigene din statul Kaduna. Aceste grupuri au recurs la formarea de unități subterane. În urma crizei din mai, guvernul de stat a modificat autoritatea Comisiei Cudjoe, adăugând evenimentele care au avut loc în mai la competența actuală a comisiei. Avocații care au reprezentat atyap au boicotat comisia de anchetă, din cauza atutudinii subiective în favoarea hausa.
Două tribunale speciale, înființate cu scopul de a ocoli instanțele standard, au fost pregătite de guvernul militar federal pentru a judeca persoanele acuzate că au participat la crime în timpul revoltelor. Acest act a fost descurajat de avocații Baroului nigerian, deoarece a fost perceput ca o mișcare de manipulare a sistemului de justiție în favoarea unui anumit grup.
La 2 iunie 1992 a fost promulgat primul tribunal, prezidat de judecătorul Benedict Okadigbo. Decretul privind tulburările civile (Tribunalul special) nr. 53 din 1987, care prevedea împuternicirea necesară înființării tribunalului, nu permitea decât maximum cinci membri, după cum au subliniat avocații; cu toate acestea, guvernul, în urma înființării tribunalului inițial, a modificat decretul și l-a aplicat retroactiv, permițând adăugarea a încă două persoane pentru un total de șapte. Acest prim grup, identificat și drept tribunalul Okadigbo, a inclus: trei musulmani hausa-fulani și un ofițer militar, un polițist musulman pensionar, un creștin pe nume Godwin Alaye Graham-Douglas. Acest ultim individ a devenit avocat senior al Nigeriei, care s-a retras ulterior din tribunal invocând o afecțiune medicală. Ceilalți membri ai comisiei au luat o decizie în lipsa lui.
La 8 octombrie 1992, cel de-al doilea tribunal a fost prezidat de Emmanuel Adegbite. Președintele Nigeriei de atunci, generalul Ibrahim Babangida, a declarat că tribunalul a încălcat legea care prevede dreptul de a fi presupus nevinovat până la proba contrarie, potrivit dreptului penal internațional și, de asemenea, articolului 7 din Carta africană a drepturilor omului și popoarelor.
Cei 13 oameni din zona Zangon Kataf condamnați la moarte erau toți de origine etnică atyap. În data de 4 aprilie 1992 a început procesul generalului-maior Lekwot. Acuzația a fost de „adunare ilegală, revolte, revolte cu arme și tulburarea liniștii publice”.
La 2 februarie 1993, șase din cei șapte acuzați au fost condamnați la moarte de tribunal: generalul-maior Zamani Lekwot, maiorul James Atomic Kude, Yunana Karau, Markus Maman, Yahaya Duniyo și Julius T. Sarki (șeful satului Zaman Dabo, adică Atak Nfang). Aceste hotărâri ale completului nu au fost supuse recursului, cu excepția unui aviz definitiv din partea Consiliului de Securitate pentru Apărare Națională, care a luat decizia finală asupra execuțiilor. După cum a menționat Emmanuel Toro, „hotărârea tribunalului este încă un mister”, fiindcă deciziile tribunalului Okadigbo, desființat ulterior, nu au fost niciodată făcute publice, nici măcar avocaților persoanelor condamnate și deținute în închisoarea din Kaduna, închisoarea din Abeokuta și închisoarea din Port Harcourt.
Alte cinci persoane acuzate în aprilie 1993 au rămas în închisoare după ce au fost judecate de două ori și au fost condamnate de tribunalul Okadigbo pentru întruniri ilegale și de tribunalul Adegbite. Printre aceste persoane au fost Adamu Shekari (căpetenia satului din zona Zango-Kataf), condamnat la trei ani de închisoare și Peter T. Lekwot (fratele generalului-maior Zamani Lekwot), condamnat la cinci ani de închisoare. În ciuda faptului că au pledat nevinovăți, apelurile lor nu au fost niciodată ascultate. Ceilalți trei și anume: Zamani Kazah, Hon. Shekarau Kaah și Sani Adam Jankasa au fost achitați de tribunalul Okadigbo, motivând vârsta lor înaintată. Zamani Kazah, vicepreședintele local al Partidului Social Democrat, care era cel mai în vârstă dintre ei, avea peste 80 de ani la acea dată. Tribunalul Adegbite i-a judecat din nou pe cei cinci, pentru acuzații de omucidere din culpă. Ulterior, acest tribunal i-a achitat pe Adamu Shekari și Peter Lekwot pe motiv că nu au fost prezenți la locul crimei la momentul evenimentului, dar i-a condamnat la moarte pe ceilalți trei achitați anterior de tribunalul Okadigbo. Datorită vârstei înaintate, aceștia au fost mutați la unitatea de infirmerie a închisorii federale din Abeokuta.
Alți patru acuzați au fost condamnați la moarte de tribunale: Iliya (Elias) Manza, Ayuba Tache, Jonathan S. Yashim și Gankon Dawa Kurfi. Elias Manza a fost condamnat la moarte de tribunalul Okadigbo, în timp ce restul au fost condamnați la moarte de tribunalul Adegbite. Doar trei hausa-fulani au fost judecați de unul din cele două tribunale și, potrivit avocatului lor, Mahmood Yahaya, au fost toți achitați și eliberați.
Cei șapte atyap achitați de tribunale, deși au mai rămas o perioadă în închisoarea Kaduna în temeiul Decretului 2 din 1984 (care a autorizat detenția fără proces), înainte de eliberarea lor ulterioară, au fost: Juri B. Ayok, John Y. Toro, Timothy Shelu Adam, Jonah Abashe, Bala Ninyio Bawa, Ayuba Yashim și Tauna Yakubu.
În urma acestor revolte, guvernatorul statului Kaduna l-a destituit pe reprezentantul local al guvernului din Zangon Kataf, Juri B. Ayok, membru al Partidului Social Democrat, care, în iunie 1993, a fost singurul din grupul lui Zamani Lekwot care a fost achitat de toate acuzațiile. Guvernatorul, membru al Partidului Național Republican (opoziția), l-a înlocuit cu un membru al acestui partid, Mallam Haruna Zok. Deși avocații comunității atyap au contestat aceste măsuri, nu s-a ajuns la nicio soluționare. În februarie 1993, grupul local pentru drepturile omului, Proiectul Drepturilor Constituționale, a mers în instanță la Înalta Curte din Lagos, pentru a solicita amânarea execuției grupului lui Lekwot, în așteptarea audierii acestui caz de către Comisia Africană pentru Drepturile Omului și Popoarelor. Avocatul nigerian specializat în drepturile omului, Mike Ozekhome, a intentat un proces pentru a revoca condamnarea la moarte. Ozekhome a obținut doar o amânare a execuțiilor până în iunie 1993.
Guvernul militar federal nu i-a executat pe cei condamnați la moarte până la expirarea mandatului generalului Babangida. Problema nu a fost soluționată nici când a preluat puterea guvernul interimar condus de Ernest Shonekan, în august 1993. Când generalul Sani Abacha a venit la putere pe 17 noiembrie 1993, nu a luat nicio măsură în acest sens, ci a așteptat rezultatul final al Comisiei Africane, care a constatat încălcări grave ale reglementărilor și procedurilor judiciare de către tribunale și a solicitat eliberarea imediată din detenție a persoanelor condamnate. Regimul condus de Abacha a aprobat cererea, iar cei șase au fost eliberați în 1996.
În 2020, guvernul statului Kaduna a înființat White Paper Committee pentru a soluționa problema crizelor din 1992, ținând cont că, în continuare, există conflicte în zonă pe această temă. Pe 30 noiembrie 1994, administratorul militar al statului Kaduna, colonelul Lawal Jafar Isa, a numit Comitetul pentru Pace și Reconciliere în comunitatea Zangon Kataf, prezidat de Usman Muazu, fost guvernator al statului, cu membri în număr egal din comunitatea atyap și din comunitatea hausa. Raportul comitetului de reconciliere din 1995 a identificat trei probleme majore pe care nu le-a putut soluționa: dreptul de proprietate asupra terenurilor agricole disputate, întocmirea unui act final privind raportul Comisiei Cudjoe și eliberarea deținuților. Pe 11-12 iunie 2020 au avut loc alte atacuri violente în Zangon Kataf.